# Amon Düül
Amon Düül est une communauté artistique et politique allemande, originaire de Munich. À la suite d'une scission, deux groupes se sont alors constitués : Amon Düül I, parfois simplement appelé Amon Düül et Amon Düül II, considéré comme les pionniers de la musique Krautrock, avec Can, Floh de Cologne et Klaus Schulze. La première formation s'est officiellement séparée en 1970, tandis que la seconde est toujours active.

## Biographie

### Formation et scission
Le groupe est formé en 1967 à Munich sous la forme d'une communauté d'artistes, très engagée politiquement. « Amon » renvoie au dieu du Soleil de l'Égypte antique et « Düül » à un personnage légendaire turc. 
Mené par Ulrich Leopold, Amon Düül comprend son frère Peter Leopold (15 août 1945-8 novembre 2006), Rainer Bauer et Chris Karrer à la guitare. Karrer clamera plus tard que « le seul enregistrement original qu'on a publié, c'était en 1967 avec le groupe Amon Düül basique. » Puis la communauté recrutera la sœur de Bauer, Ella, Helge et Angelika Filanda, Uschi Obermeier, Wolfgang Krischke, Falk Rogner et Renate Knaup. La communauté se popularise localement grâce à ses performances improvisées en freeform.
Les premières mésententes apparaissent rapidement, bien que la formation soit devenue de plus en plus connue dans la scène underground, au fur et à mesure des sessions musicales. Une partie de la communauté pensait que n'importe qui, qu'il puisse chanter ou jouer d'un instrument ou non, pouvait se joindre au groupe s'il voulait y participer ; l'autre semblait se vouer à une structure classique de formation rock. Ce débat aboutit le jour des Essener Songtagen, en 1969, au cours duquel deux groupes distincts portant le nom d'Amon Düül sont apparus sur scène : Amon Düül I et Amon Düül II.

### Amon Düül I
Amon Düül I ne pouvait pas bénéficier de la structure stable d'Amon Düül II, ayant choisi un concept suivant lequel les musiciens pouvaient aller et venir dans le groupe à leur gré. Quatre albums peuvent cependant être enregistrés, malgré le fonctionnement anarchique du groupe, et sont composés d'improvisations collectives réalisées sous psychotropes. En 1970, soit trois ans après la formation du premier groupe, les différents membres décident de se séparer.

### Amon Düül II
En 1969, le groupe Amon Düül se sépare, sous l'impulsion de musiciens aux idées très différentes. Deux groupes se forment alors, ceux qui garderont le nom d'Amon Düül (parfois, mais rarement, appelé Amon Düül I) et ceux qui formeront un nouveau groupe, Amon Düül II.
Formé de Chris Karrer, Peter Leopold, Falk Rogner, John Weinzierl et Renate Knaup, Amon Düül II avait une plus grande ambition musicale qu'Amon Düül I. Celle-ci est évidente avec la parution de leur premier album Phallus Dei, comportant entre autres le morceau éponyme d'une durée de 21 minutes, considéré comme un classique de Krautrock, les rendant célèbres au passage. Le deuxième album Yeti amenera leur percée internationale, notamment au Royaume-Uni. Les journalistes d'alors se plaisaient à les comparer à Pink Floyd ou à Velvet Underground. Le groupe reçoit également des offres de la part de réalisateurs allemands, pour l'enregistrement de la bande-originale de leur film. Amon Düül II signera entre autres la musique du film San Domingo.

### Retours
Dans les années 1980, Chris Karrer, Falk Rogner et Renate Knaup essayent de réanimer Amon Düül II, aboutissant à la sortie de plusieurs albums qualifiés généralement de mauvais par les fans. John Weinzierl tente, quant à lui, sa chance avec un groupe gallois nommé Amon Düül (UK), sans grand succès également. Amon Düül se reforme 4 fois, en 1971, 1973, 1983 et 1987, le temps d'enregistrer quelques morceaux improvisés. Il faudra attendre les années 1990 pour voir Amon Düül II ressortir régulièrement des albums, dans la veine de ceux des années 1970.

## Discographie
- 1969 : Psychedelic Underground
- 1969 : Collapsing/Singvögel Rückwärts & Co.
- 1971 : Paradieswärts Düül
- 1973 : Disaster - Lüüd Noma
- 1973 : This is Amon Düül
- 1975 : Minnelied
- 1976 : Pyragony X
- 1983 : Experimente
- 1983 : Meetings With Menmachines
- 1987 : Airs On A Shoestring
- 1991 : Fool Moon
- 1995 : Eternal Flashback
- 1995 : Kobe